# Thomas Dekker (escritor)
Thomas Dekker (Londres, c. 1572 - Clerkenwell, 25 de agosto de 1632), escritor y dramaturgo inglés.

## Biografía
La primera noticia sobre el escritor data de 1598, cuando aparece en el Diario de Philip Henslowe; en esa fecha se hallaba al servicio de la compañía teatral del Lord Almirante, par la cual escribió diez dramas y colaboró en otros treinta entre 1598 y 1602. A pesar de su abundante producción escénica, vivió una existencia precaria y estuvo en la cárcel por deudas entre 1613 y 1618. En una polémica literaria surgida entre Marston y Ben Jonson se manifestó partidario del primero, y el ataque que el adversario le dirigió con Poestaster ("Poetastro") le hizo escribir su réplica Satiromastix (1601); pero se reconciliaron y llegaron incluso a escribir alguna pieza juntos como The King's Entertainment (1604).

## Obra

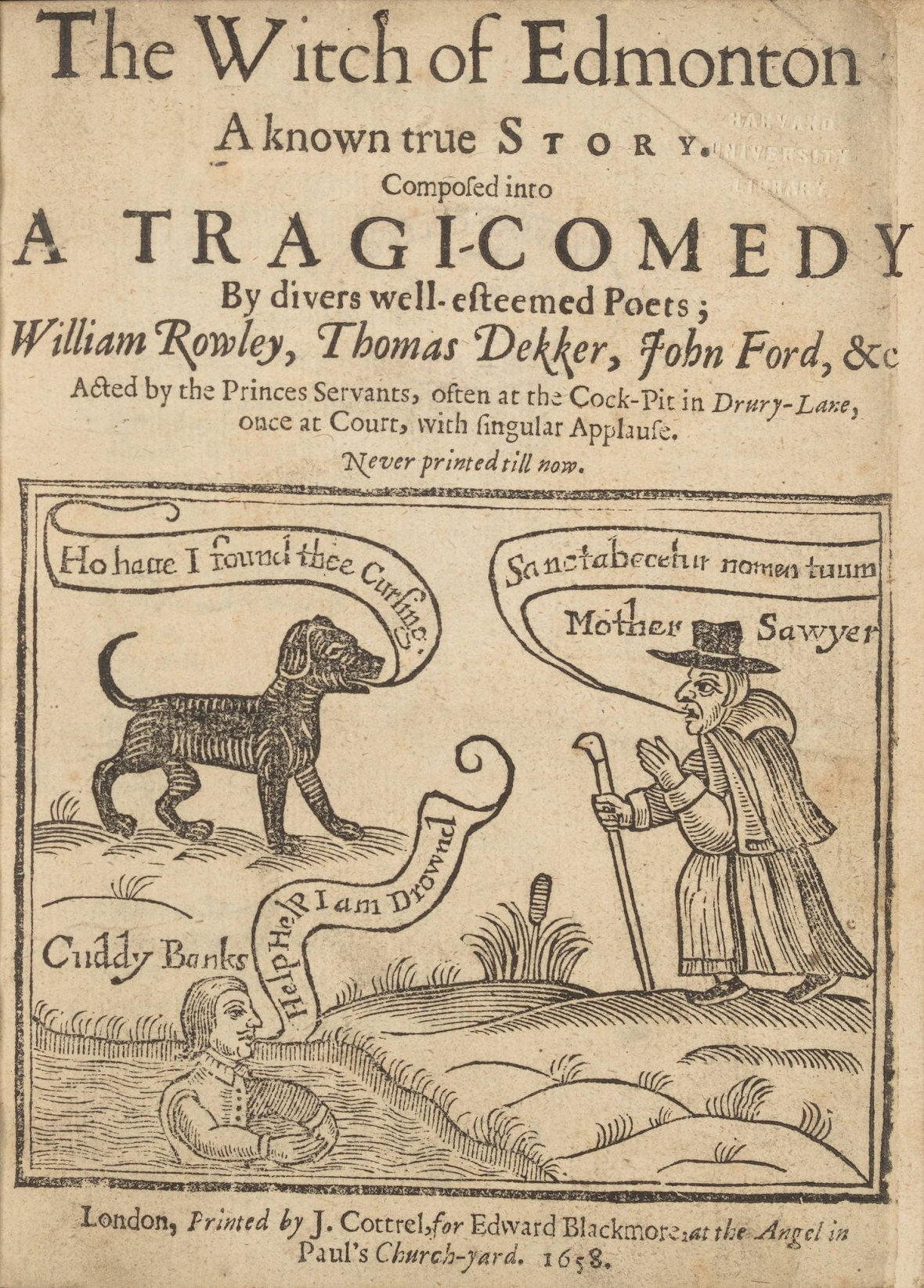
The Witch of Edmonton, 1658

Compuso comedias muy apreciadas por su humor y mezcla de realismo y fantasía; presentan un cuadro muy animado de los ambientes populares londinenses de la época. Compuso sus dramas en colaboración o solo, e introdujo en los diálogos verdaderos fragmentos líricos que figuran entre los mejores de la época. Llegó a la cúspide de su arte con El viejo Fortunato y La fiesta del zapatero, piezas en las que el realismo aparece vigorizado con una gran fantasía, y donde se emplean expresiones dialectales y se extraen tipos populares directamente de la vida; la simpatía que el autor tiene por sus personajes queda a veces truncada por crudos pasajes satíricos. Junto a Thomas Middleton escribió The Roaring Girl (1611) y The Honest Whore (1604-1608), donde una prostituta milanesa es calumniada por el mismo hombre que precisamente había contribuido a salvarla con su amor sincero; con Philip Massinger compuso La virgen mártir; con John Ford y William Rowley, The Witch of Edmonton y Con John Webster Sir Thomas Wyat (1607), Atención al Norte y Atención al Oeste.
Las dotes descriptivas y la inspiración irónica del autor se demuestran también en su obra en prosa, polémica o narrativa: The wonderful year (1603) describe la peste de Londres en términos que recuerdan a Daniel Defoe; The Gull's Hornbook (1609) es una graciosa parodia de los libros para cortesanos que puede ser leída como un cuadro de costumbres. The Bellman of London es una indignada protesta contra el mundo criminal de Londres y cualquier género de engaño, y The Seven deadly Sins of London consiste en una crítica despiadada contra los vicios de la sociedad y la literatura de la época usando el artificio de la descripción de la vida diaria en la ciudad de Londres.

## Fuente
- Diccionario Bompiani de autores literarios. Barcelona: Editorial Planeta-Agostini, 1987.